# 게임 나이트
《게임 나이트》(영어: Game Night)는 미국에서 제작된 존 프랜시스 데일리와 조너선 골드스틴 감독의 2018년 블랙 코미디 액션 영화이다. 주연 제이슨 베이트먼이 제작에도 참여하였다.
이 영화는 미국에서 2018년 2월 23일 워너 브라더스 픽처스를 통해 개봉하였다. 전 세계에서 1억 1,700만 달러의 수익을 거두면서 상업적으로 성공했으며 다크 유머와 출연진의 연기가 찬사를 받았다.

## 출연진
- 제이슨 베이트먼
- 레이철 매캐덤스
- 빌리 매그너슨
- 샤론 호건
- 러몬 모리스
- 카일리 번버리
- 제시 플레먼스
- 첼시 퍼레티
- 대니 휴스턴
- 마이클 C. 홀
- 카일 챈들러
- 존 프랜시스 데일리
- 조너선 골드스틴
- 제프리 라이트 (크레디트 미기재)
- 커밀 천

## 기타 제작진
- 총괄 제작: 마크 S. 피셔
- 배역: 리치 딜리아
- 미술: 마이클 코런블리스
- 의상: 데브라 맥과이어